# Мірословешть (комуна)
Мірословешть, Мірословешті (рум. Miroslovești) — комуна у повіті Ясси в Румунії. До складу комуни входять такі села (дані про населення за 2002 рік):
- Вершень (1192 особи)
- Мірословешть (2063 особи)
- Мітешть (261 особа)
- Соч (1501 особа)

Комуна розташована на відстані 304 км на північ від Бухареста, 71 км на захід від Ясс.

## Населення
За даними перепису населення 2002 року у комуні проживали 7037 осіб.
Національний склад населення комуни:
| Національність | Кількість осіб | Відсоток |
| -------------- | -------------- | -------- |
| румуни         | 6427           | 91,3%    |
| цигани         | 609            | 8,7%     |
| українці       | 1              | < 0,1%   |

Рідною мовою назвали:
| Мова       | Кількість осіб | Відсоток |
| ---------- | -------------- | -------- |
| румунська  | 6571           | 93,4%    |
| циганська  | 465            | 6,6%     |
| українська | 1              | < 0,1%   |

Склад населення комуни за віросповіданням:
| Релігія                             | Кількість осіб | Відсоток |
| ----------------------------------- | -------------- | -------- |
| православні                         | 6640           | 94,4%    |
| бретрени                            | 250            | 3,6%     |
| п'ятдесятники                       | 131            | 1,9%     |
| римо-католики                       | 11             | 0,2%     |
| старообрядці                        | 2              | < 0,1%   |
| греко-католики                      | 1              | < 0,1%   |
| лютерани (Аугсбурзького сповідання) | 1              | < 0,1%   |